# 刮痧 (电影)
《刮痧》是2001年出品的一部电影，由郑晓龙执导，梁家辉、蒋雯丽、朱旭主演。该片以中医刮痧疗法产生的误会为主线，反映了华人在国外由于东西方文化的冲突而陷入种种困境，后又因人们的诚恳与爱心使困境最终被冲破的故事。
该片在第3届中国电影大奖上被观众投票选为10部最佳电影之一，獲中国电影大奖銀獎，演员梁家辉凭主演《刮痧》成为該大獎最佳男主角。該電影亦得到第21屆中国电影金雞奖最佳音乐奖。朱旭凭其在《刮痧》中的表演获得第24屆大眾電影百花獎最佳男配角。

## 剧情
故事发生在美国中部密西西比河畔的城市圣路易斯。许大同（梁家辉饰）来美8年，事业有成、家庭幸福。在年度行业颁奖大会上，他激动地告诉大家：我爱美国，我的美国梦终于实现了！但是随后降临的一件意外却使许大同从梦中惊醒。5岁的丹尼斯闹肚子发烧，在家的爷爷（朱旭饰）因为看不懂药品上的英文说明，便用中国民间流传的刮痧疗法给丹尼斯治病，结果，丹尼尔意外受了点外伤，在医院接受检查时，医护人员看到他背上的痧痕，怀疑这孩子在家里长期受到虐待，于是联系了美国儿童保护中心，从而引起了一系列的官司。在中美文化思维的冲突下，法庭上一个又一个意想不到的证人和证词，使许大同百口莫辩。而西医理论又无法解释口耳相传的中医学。一件件许大同中国式爱的表现都让美国人们不解。最终，法官当庭宣布剥夺许大同对儿子的监护权。 父子分离、夫妻分居、朋友决裂、工作丢弃。接连不断的灾难噩梦般降临，一个原来美好幸福的家庭因文化冲突及沟通误会，转眼间变得支离破碎。努力多年、以为已经实现了的美国梦，被这场从天而降的官司彻底粉碎。贫民区的破旧公寓里，偷偷相聚的大同夫妇借酒浇愁，终于互相吐露内心。 圣诞之夜，许大同思家团圆盼子心切，只有铤而走险，装扮成“圣诞老人”，从公寓大厦楼外的水管向自己家高高的9楼窗户悄悄爬去，结果引来警车呼啸而至。整个过程有惊无险，一家人终于团聚。

## 演员
- 梁家辉 Tony Leung .....Datong Xu
- 蒋雯丽 Wenli Jiang .....Jian Ning
- Hollis Huston .....John Quinlan
- Tamara Tungate .....Margaret
- Stephanie Vogt .....Mary
- 朱旭 Xu Zhu .....Father
- Joe Erker .....Benton Davis